# 212 (szám)
A 212 (kétszáztizenkettő) a 211 és 213 között található természetes szám.

## A matematikában
A 212 Zuckerman-szám.

## A fizikában
212 Fahrenheiten kezd elforrni a tengerszinten lévő víz.